# Castello di Castiglione Mantovano

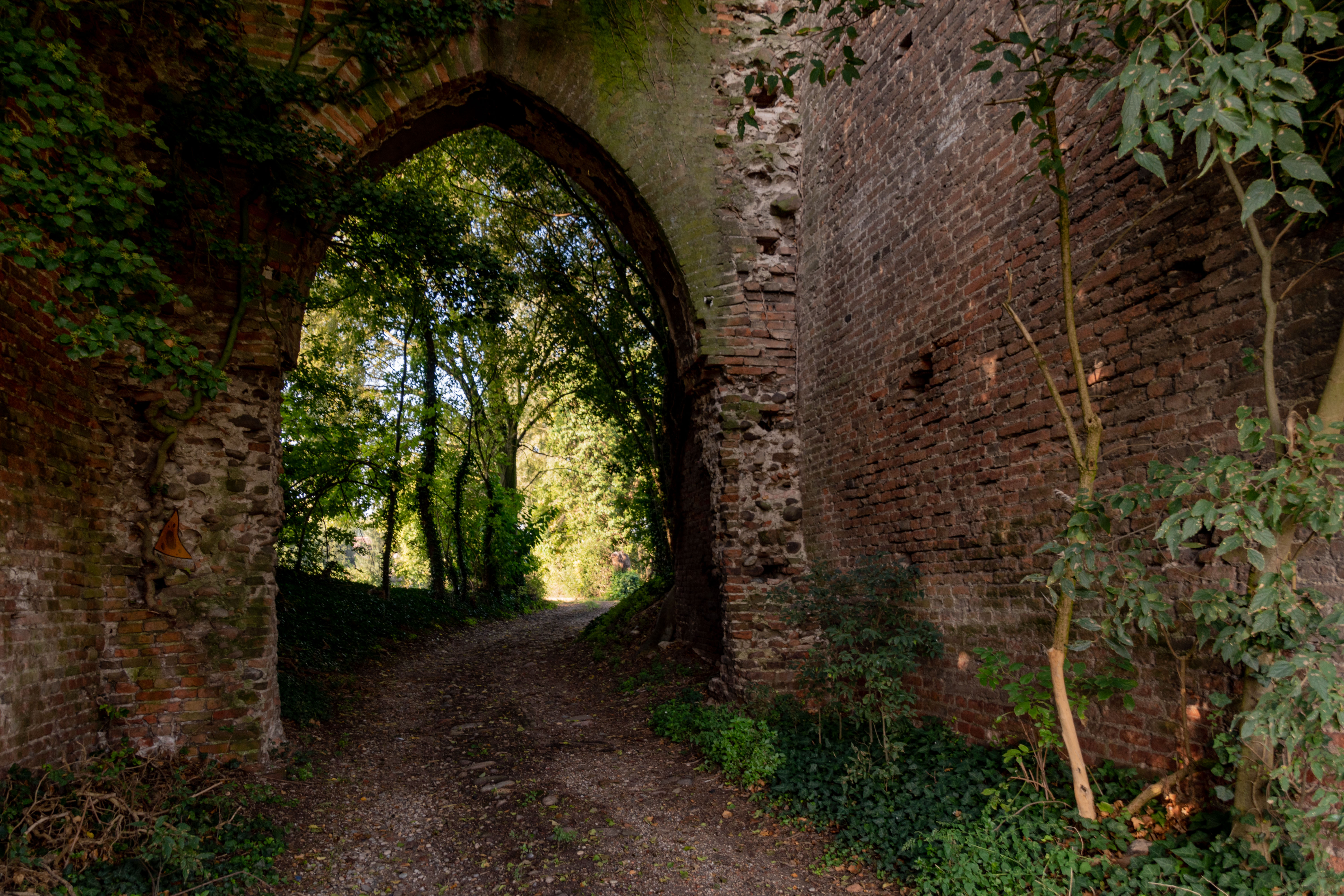
Porta con arco a sesto acuto della torre est, in direzione dell'interno del castello

Il castello di Castiglione Mantovano è una roccaforte presumibilmente risalente al XI secolo situata a Castiglione Mantovano, frazione di Roverbella, in provincia di Mantova.

## Collocazione e storia
Noto anche come Castel Stilicone, il castello fu edificato su un rilievo naturale sull'antica via che collegava Mantova a Verona. Agli inizi del XIII secolo venne distrutto dai veronesi ed in seguito ricostruito. I Gonzaga, nella lunga storia, lo riadattarono rinforzandolo più volte. Nel 1630 venne saccheggiato e parzialmente distrutto dai lanzichenecchi.
La struttura presenta una pianta quadrata circondata da mura merlate e da otto torri quadrilatere. 
All'interno della fortificazione sono presenti due case coloniche e un edificio del XVI secolo. Ancora oggi è parzialmente presente il fossato che circondava le mura.